# Salsolicola
Salsolicola là một chi bướm đêm thuộc phân họ Olethreutinae trong họ Tortricidae.

## Các loài
- Salsolicola eremobia Falkovitsh, 1964
- Salsolicola rjabovi Kuznetzov, 1960
- Salsolicola stshetkini Kuznetzov, 1960